# Общий план
Общий план — понятие в кинематографе, телевидении и (в меньшей степени) в фотографии, определяющее такую крупность изображения, когда человеческие фигуры отображаются полностью вместе с окружающими их предметами. Такая композиция отображает действие в целом в окружающей обстановке. К общим планам относят также изображения, снятые с большого расстояния, когда фигуры людей едва заметны. Обычно такие кадры отображают здания или улицы целиком, а также дают представление о местности, на которой происходит действие. Большинство общих планов содержит изобразительную характеристику условий, в которых происходит действие конкретного эпизода фильма. Характерным примером общего плана являются пейзаж и архитектурная фотография.
Кинокадр, охватывающий очень большое пространство, иногда называют «предельно общий» или «дальний общий план». В большинстве случаев любая монтажная последовательность должна начинаться с общего плана с дальнейшим переходом к среднему и крупному, постепенно конкретизируя сюжет. Обратная последовательность используется значительно реже для достижения определённого художественного эффекта. Некритичность общего плана к синхронности звука и изображения позволяет снимать такие кадры немым способом, в отличие от большинства средних и крупных, требующих синхронной съёмки.